# Kian Emadi
Kian Emadi-Coffin (Stoke-on-Trent, Staffordshire, 29 de juliol de 1992) és un ciclista anglès especialista en pista.

## Palmarès
- 2013
  -  Campió del Regne Unit de Quilòmetre
- 2012
  -  Campió del Regne Unit de Quilòmetre
  -  Campió del Regne Unit de velocitat per equips (amb Matthew Crampton i Jason Kenny)

### Resultats a laCopa del Món
- 2016-2017
  - 1r a Glasgow, en Persecució per equips
- 2017-2018
  - 1r a Manchester, en Persecució per equips